# Lyngby-Gladsaxe Volley
Lyngby-Gladsaxe Volley är en spelgemenskap mellan klubbarna Lyngby Volley och Gladsaxe VK bildad i augusti 2011. De respektive klubbarna finns kvar av administrativa skäl då deras verksamhet ligger i olika kommuner (Lyngby-Taarbæk kommun och Gladsaxe kommun). Damlaget spelar (2022) i näst högsta serien och herrlaget i tredje högsta serien. Det är dock som separata klubbar som de ingående klubbarna varit mest framgångsrika.

## Historia

### Lyngby Volley
Klubben grundades 1976 som Lyngby Kvindelig Idrætsforening med volleyboll, simning och gymnastik på programmet. De bytte sedan namn till först Lyngby Kammeraternes Idrætsforening och sedan Lyngby Volleyball. Under 1990-talet etablerade klubben elitlag både på dam- och herrsidan. Damlaget blev danska mästare 2004-2005.

### Gladsaxe VK
Klubben grundades 1954 på Østerbro som Vognmandsmarken VK. När de första danska mästerskapen (damer och herrar) hölls 1963 vann laget både på dam och herrsidan. Framgångarna fortsatte under hela 1960-talet, bortsett från ett silver för herrarna 1965 och för damerna 1968 vann de samtliga mästerskap. Klubben flyttade 1969 till Gladsaxe och bytte namn till Volleyball Klubben Vognmandsmarken i Gladsaxe. Även på den nya platsen och med det nya namnet är klubben framgångsrik. Den tar medalj i alla mästerskap på damsidan fram till och med 1980 och på herrsidan fram till och med 1974. Damlaget vinner guld 1974 och 1977 medan herrlaget vinner guld 1970, 1978, 1979, 1981, 1984 och 1985. Därefter går det dock utför och 1993 hotas klubben av nedläggning, men fortsätter till slut verksamheten. Det är med ett större fokus på ungdomsverksamhet än på elit. Tillväxten får sig en viss knäck 2004 då förstalagen står utan tränare och spelarna går till andra klubbar. Klubben byter 2005 namn till Gladsaxe Volleyball Klub. Under 2010 börjar klubben diskutera att slå samman klubbens ungdomsverksamhet med Lyngby Volleys.